# Rue Jarente
La rue Jarente est une rue du quartier d'Ainay située sur la presqu'île dans le 2e arrondissement de Lyon, en France.

## Situation et accès
La rue débute sur la rue Auguste Comte et se termine sur la rue Vaubecour. Elle est traversée par les rues de l'Abbaye-d'Ainay, d'Auvergne, Victor Hugo. La rue Adélaïde-Perrin commence sur la rue Jarente. La circulation est en sens unique en direction du quai du Docteur-Gailleton avec un stationnement dans le sens de la circulation.

## Origine du nom
Le nom de la rue est donné en mémoire de Lazare-Victor de Jarente, dernier abbé de l'abbaye d'Ainay. En 1772, il cède une partie des jardins de l'abbaye pour la création d'une nouvelle rue. La partie ouest est devenue la rue Paul-Borel en 1922.

## Histoire
À l'époque romaine, l'île d'Ainay est peuplée de marchands de vin et de négociants.
Au N°4, est retrouvée la mosaïque aux Poissons. Joseph Piston (1754-1831) a vécu là jusqu'à sa mort. Général de l’Empire, il aurait servi de modèle pour l'un des trois mousquetaires.
Au N°9, Edgar Quinet a vécu à cette adresse en 1839.
Au n°12, une plaque rend hommage au lieu de naissance de René Chambe (1889-1983) aviateur et écrivain.
Au n°13, C'est ici que Marcel Teppaz lance sa société d’assemblage de matériels radio en 1931. 
Au N°24, une partie de la mosaïque des Jeux du cirque est trouvée en 1806.
En 2020, plusieurs arbres sont plantés dans la rue aux alentours de son croisement avec la rue Victor-Hugo, ce dans le cadre de la rénovation de cette dernière, ne permettant pas d’y planter des végétaux de par la présence du métro A en son dessous.